# Eustrate de Nicée
Eustrate de Nicée (en grec Εὐστράτιος Νικαίας) est un philosophe et théologien byzantin, né vers 1050, mort vers 1120/1130.

## Carrière
Disciple de Jean Italos, il était, au moment du procès de ce dernier (mars 1082), diacre et principal de l'école de Saint-Théodore Ta Sphôrakiou. Il échappa de justesse à la condamnation dans laquelle les adversaires d'Italos cherchèrent à englober le maître et ses disciples, et finit par accepter de souscrire à cette condamnation. Il put continuer son enseignement, et s'assura la faveur de l'empereur Alexis Comnène en défendant dans deux traités sur les icônes le point de vue du souverain contre les accusations d'iconoclasme du métropolite Léon de Chalcédoine (1086). Il fut ensuite nommé métropolite de Nicée.
Plus tard, en 1112, il fut l'un des sept théologiens chargés de répondre à l'archevêque de Milan Pietro Grossolano lors de la controverse qui eut lieu cette année-là devant l'empereur à propos des divergences entre les Églises latine et grecque ; sa contribution fut la plus importante, puisqu'on a conservé pas moins de quatre écrits de lui adressés explicitement à Grossolano. En 1114, il accompagna l'empereur Alexis dans sa « résidence d'été » de Philippopolis, car le souverain avait conçu le projet de convertir la minorité arménienne (monophysite) de Bulgarie. Il composa un « discours dialectique », modèle du genre, sur les deux natures du Christ contre l'Arménien Tigrane, puis le schéma de deux traités sur le même sujet, où il recourait tant à la raison qu'à des citations abondantes de Cyrille d'Alexandrie, grande autorité commune à l'Église byzantine et aux monophysites. Mais l'imprudence de son langage de « dialecticien » scandalisa les Arméniens, qui réagirent par l'insulte.
Les ennemis d'Eustrate sautèrent sur l'occasion pour l'attaquer ouvertement : ils dérobèrent les deux ébauches de traité et commencèrent une campagne d'accusations contre lui. Le 11 avril 1117, le Saint Synode se réunit pour examiner l'affaire ; l'empereur, qui voulait prévenir la condamnation personnelle de son protégé, co-présidait avec le patriarche Jean IX Agapètos. Eustrate abjura par écrit les erreurs « nestoriennes » des deux textes incriminés et demanda pardon « d'un cœur contrit », mais sans désarmer ses adversaires, les anti-dialecticiens : leur chef de file, Nicétas d'Héraclée, rappela les antécédents de l'accusé (« Il croit pouvoir échapper ainsi à la condamnation comme il a évité naguère d'être condamné avec Jean Italos »). On dut renvoyer la sentence à une deuxième session, le 27 avril, au cours de laquelle le patriarche Jean IX prit la défense d'Eustrate, en reconnaissant qu'il avait commis des erreurs, mais en les attribuant à l'imprudence, et proposa qu'on lui laisse son rang de métropolite, et qu'on le suspende seulement a divinis jusqu'à ce qu'un synode ultérieur en décide autrement. Mais la réaction fut violente (l'archevêque d'Anchialos menaça de rompre la communion avec le patriarche), et Nicétas d'Héraclée prononça un discours pour exposer le point de vue des opposants. Finalement, ni l'empereur, ni le patriarche ne purent empêcher la suspension à vie d'Eustrate, la rédaction d'un syllabus de vingt-quatre propositions tirées des deux traités en formulant les erreurs, et l'insertion dans le synodicon de deux canons caractérisant l'« hérésie » d'Eustrate. Celui-ci dut mourir quelques années plus tard.
L'œuvre philosophique conservée d'Eustrate comprend des commentaires à Aristote, plus précisément aux livres I et VI de l'Éthique à Nicomaque et au livre II des Seconds Analytiques. Ces commentaires lui ont été commandés par sa fervente admiratrice Anne Comnène (qui, dans l’Alexiade, vante l'élégance de son style, sa science théologique et profane, la force de sa dialectique, mais par ailleurs ne dit pas un mot de son procès et de sa condamnation). C'est surtout le commentaire à l’Éthique à Nicomaque (traduit en latin par Robert Grosseteste en 1248) qui a fait la renommée d'Eustrate en Occident : pour Albert le Grand, il est le commentateur par excellence de ce texte.

## Éditions
- Gustav Heylbut (éd.), Eustratii et Michaelis et anonyma in Ethica Nicomachea commentaria, Berlin, Reimer, 1892 et 1963.
- Michael Hayduck (éd.), Eustratii in Analytica Posteriora librum secundum commentaria, Berlin, Reimer, 1907.
- H. Paul F. Mercken (éd.), The Greek Commentaries on the Nicomachean Ethics of Aristotle in the Latin Translation of Robert Grosseteste, Bishop of Lincoln, vol. I : Eustratius on Book I, and the Anonymous Scholia on Book II, III and IV, Leyde, E. J. Brill, 1973.
- Charles Lohr (éd.), Eustratius Nicæus. Commentaria in II. librum Posteriorum Analyticorum Aristotelis. Innominati Auctoris Expositiones in II. librum Posteriorum Resolutivorum Aristotelis, Stuttgart-Bad Cannstatt, Frommann-Holzboog, 2001 (reprise, avec une introduction de Charles Lohr, d'une traduction latine d'Andrea Grazioli publiée à Venise en 1542).